# Jutta Hartmann

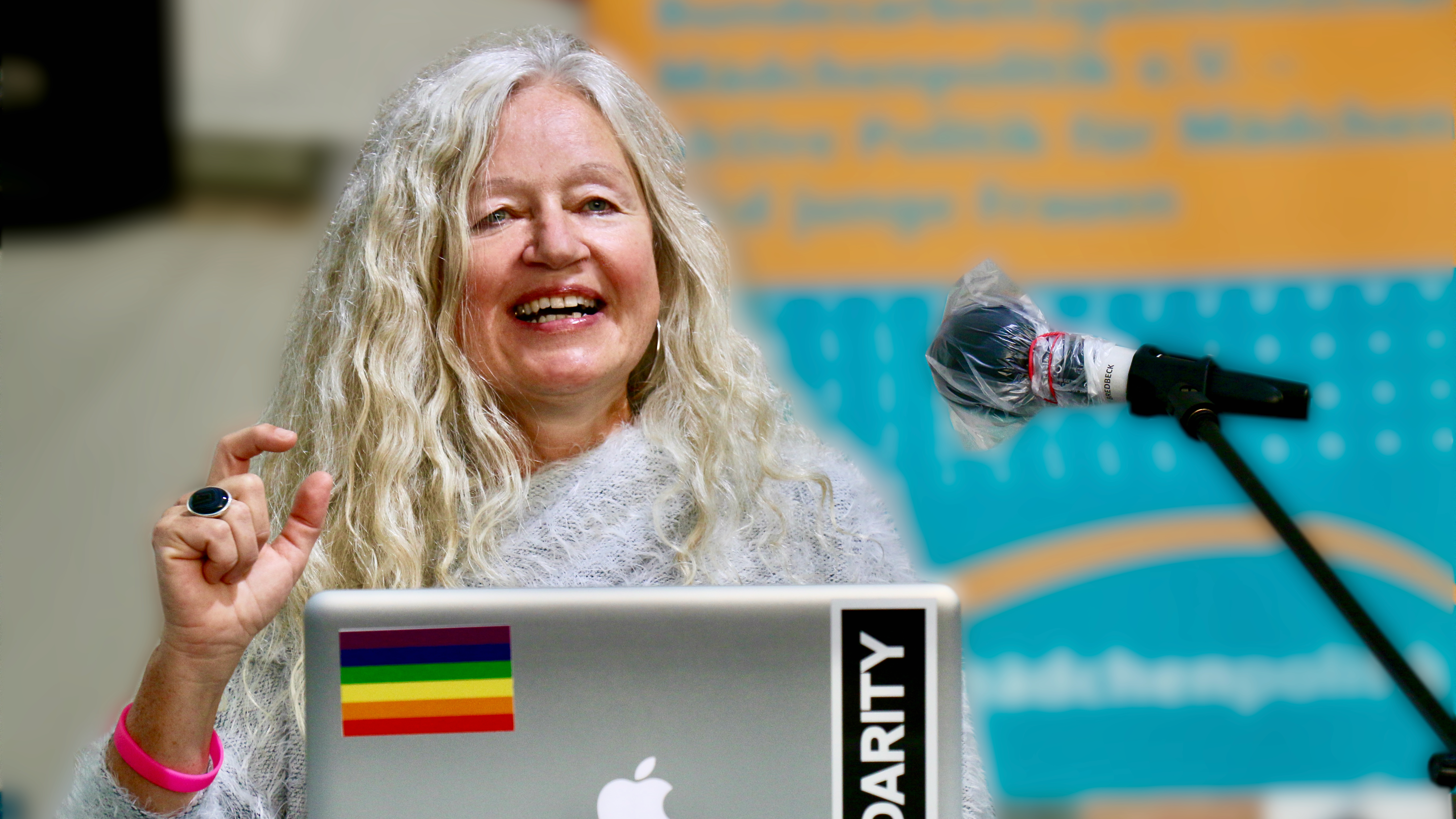
Jutta Hartmann während eines Vortrages

Jutta Hartmann (geboren 1963) ist eine deutsche Erziehungswissenschaftlerin und Professorin für Allgemeine Pädagogik und Soziale Arbeit an der Alice Salomon Hochschule Berlin. Sie forscht unter anderem zu Gender- und Queer-Theory, Diversity Education und kritischer Erziehungswissenschaft.

## Werdegang
Jutta Hartmann studierte zunächst Biologie, Germanistik und Geographie sowie Pädagogik und Pädagogische Psychologie an der Pädagogischen Hochschule Reutlingen und schloss mit einem Staatsexamen für Lehramt an Realschulen ab. Anschließend studierte Hartmann Sozialpädagogik an der Technischen Universität Berlin und erwarb den Abschluss als Diplompädagogin. Sie wurde 2000 mit einer Arbeit zum Thema Dynamisierungen in der Triade Geschlecht – Sexualität – Lebensform. Kritisch-dekonstruktive Impulse für die Pädagogik promoviert. In ihrer transdisziplinär und diskursanalytisch ausgerichteten Dissertation entwickelte sie den kritisch-dekonstruktiven Ansatz einer Pädagogik vielfältige Lebensweisen, den sie seitdem stetig weiterentwickelt.
Im Zeitraum von 1990 bis 2000 war Jutta Hartmann wissenschaftliche Mitarbeiterin im Fachbereich Erziehungs- und Unterrichtswissenschaften der Technischen Universität Berlin und Lehrbeauftragte der Universitäten Graz und Innsbruck.
Von 2001 bis 2002 war sie Bildungsreferentin in der Internationalen Begegnungsstätte für Jugend- und Erwachsenenbildung Jagdschloss Glienicke Berlin und von 2002 bis 2005 Gastprofessorin am Institut für Erziehungswissenschaften der Universität Innsbruck. In der Zeit von 2006 bis 2010 leitete sie den Bereich Weiterbildung im Dachverband professioneller Opferhilfeeinrichtungen Arbeitskreis der Opferhilfe in Deutschland e.V. und vertrat die Professur Pädagogik und Soziale Arbeit an der Hochschule für angewandte Wissenschaft und Kunst Hildesheim (HAWK). Parallel dazu lehrte sie in der Zeit von 2003 bis 2013 als Dozentin am Institut für Bildungswissenschaft der Universität Wien und von 2003 bis 2018 im postgradualen Studiengang Soziale Arbeit als Menschenrechtsprofession — Master of Social Work, MRMA.
Jutta Hartmann ist seit 2010 Professorin für Allgemeine Pädagogik und Soziale Arbeit an der Alice Salomon Hochschule Berlin.

### Forschung und Lehre
Ihre Forschungen und Veröffentlichungen widmet Jutta Hartmann der Weiterentwicklung kritisch-dekonstruktiver Perspektiven in der Pädagogik, Queerer Bildung, Projekten zu sexueller Bildung und Fragen der Professionalisierung.
Inhaltlich und theoretisch hat sie sich in kritischer Erziehungswissenschaft über die Auseinandersetzung mit feministischen und poststrukturellen Denkweisen in einer kritisch-dekonstruktiven Pädagogik der Vielfalt verortet. Sie lehrt in den Bereichen Kritische Pädagogik, Bildungs- und Sozialisationsprozesse, Geschlechterstudien, Diskursanalyse und Evaluationsforschung und ist in mehreren wissenschaftlichen Beiräten tätig.
Das Praxisforschungsprojekt VieL*Bar – Vielfältige geschlechtliche und sexuelle Lebensweisen in der Bildungsarbeit – Didaktische Potenziale und Herausforderungen museumspädagogischer Zugänge leitete Hartmann von 2016 bis 2018.
Das Praxisforschungsprojekt JupP* – Jungen*pädagogik und Prävention von sexualisierter Gewalt – Potenziale und Herausforderungen männlichkeitsbezogener Jugendarbeit, Sexualpädagogik, Prävention sexualisierter Gewalt sowie queerer Bildung (2018–2021) leitet Jutta Hartmann in Kooperation mit dem Berliner Institut Dissens. Sie hat einen Fokus auf die Themen Sexualpädagogik und queere Bildung. Ziel ist eine verbesserte Prävention von sexualisierter Gewalt gegen Kinder und Jugendliche, die sich als männlich verstehen. Hierfür werden präventionsbezogene Aspekte in den pädagogischen Angeboten der genannten vier Praxisfelder in einem gemeinsamen Reflexionsprozess herausgearbeitet und weiterentwickelt. Dabei entstand der Erklärfilm Sexualisierte Gewalt gegen Jungen* – Gibt's! Is' nie ok! Is' so!
Jutta Hartmann lehrt zu pädagogischen Grundlagen Sozialer Arbeit sowie zu Bildungstheorien, Sexualpädagogik, Gender- und Queer Studies. Sie leitet den Zertifikatskurs Professionelle Opferhilfe im Weiterbildungszentrum der ASH Berlin, ist in mehreren wissenschaftlichen Beiräten und als Zweite Sprecherin der Arbeitsgemeinschaft der Frauen- und Geschlechterforschungseinrichtungen Berliner Hochschulen tätig.

## Schriften (Auswahl)

### Monografien
- Vielfältige Lebensweisen. Dynamisierungen in der Triade Geschlecht — Sexualität — Lebensform. VS Verlag für Sozialwissenschaften, Wiesbaden 2002 ISBN 978-3-663-11756-8.
- mit Mart Busche, Uli Streib-Brzic, Tobias Nettke: Heteronormativitätskritische Jugendbildung. transcript (Bielefeld) 2018, ISBN 978-3-8376-4241-4.

### Herausgeberschaften
- Lebensformen und Sexualität. Herrschaftskritische Analysen und pädagogische Perspektiven. Kleine Bielefeld 1998, ISBN 3-89370-285-7.
- Grenzverwischungen. Vielfältige Lebensweisen im Gender-, Sexualitäts- und Generationendiskurs. Studia Univ.-Verl. 2004, ISBN 3-901502-61-0.
- mit Christian Klesse, Peter Wagenknecht, Bettina Fritzsche, Kristina Hackmann: Heteronormativität. Empirische Studien zu Geschlecht, Sexualität und Macht. VS Verl. für Sozialwissenschaften, Wiesbaden 2007, ISBN 978-3-531-14611-9.
- Perspektiven professioneller Opferhilfe. Theorie und Praxis eines interdisziplinären Handlungsfelds. VS Verlag für Sozialwissenschaften (Wiesbaden) 2010, ISBN 978-3-531-17290-3.
- mit Bettina Hünersdorf: Was ist und wozu betreiben wir Kritik in der sozialen Arbeit? Disziplinäre und interdisziplinäre Diskurse. Springer VS, Wiesbaden 2013, ISBN 978-3-531-18962-8.
- mit Astrid Messerschmidt, Christine Thon: Queertheoretische Perspektiven auf Bildung. Pädagogische Kritik der Heteronormativität. Verlag Barbara Budrich GmbH (Opladen, Berlin, Toronto) 2017, ISBN 978-3-8474-2061-3.
- mit Robert Baar, Marita Kampshoff: Geschlechterreflektierte Professionalisierung. Geschlecht und Professionalität in pädagogischen Berufen. Reihe: Jahrbuch erziehungswissenschaftliche Geschlechterforschung - 15 Verlag Barbara Budrich GmbH (Opladen, Berlin, Toronto) 2019, ISBN 978-3-8474-2277-8.

### Beiträge
- Mit Fachwissen qualifiziert agieren – ein Fortbildungsprogramm zur professionellen Opferhilfe. In: Weiterbildung – Zeitschrift für Grundlagen, Praxis und Trends. 2008 S. 12–15.
- Dynamisation of Gender and Generation – Shifting Orders and Ambivalent (Self-)Re-lations as the Educational Challenges of Lifelong Learning in the Field of Social Work. In: Heike Kahlert (Hrsg.), Waltraud Ernst (Hrsg.):Reframing Demographic Change in Europe: Perspectives on Gender and Welfare State Transformations. Münster, Hamburg, Berlin, Wien, London: Lit. 2010, ISBN 978-3-6431-0411-3. p. 121–144
- Improvisation im Rahmen des Zwangs. Gendertheoretische Herausforderungen der Schriften Judith Butlers für pädagogische Theorie und Praxis. In: Nicole Balzer (Hrsg.), Norbert Ricken (Hrsg.): Judith Butler: Pädagogische Lektüren. Wiesbaden: VS Verlag für Sozialwissenschaften 2012, ISBN 978-3-531-94368-8. S. 149–178.
- mit Rosmarie Priet: Opferhilfe. In: Heinz Cornel, Gabriele Kawamura-Reindl, Bernd-Rüdeger Sonnen (Hrsg.): Resozialisierung. Nomos-Verlag, Baden-Baden 2018, ISBN 978-3-8487-2860-2 S. 621–642.
- Theoretisch fundiert handeln! Einführung in eine queere genderreflektierte Pädagogik. In: Vierneisel, Carolin (Hrsg.): Queeres Lehren und Lernen an lehramtsbildenden Hochschulen. Verortungen und Impulse im Rahmen der Arbeit der Forschungs- und Netzwerkstelle Vielfalt Lehren! Edition Waldschlösschen Materialien 2019, Heft 19. Göttingen: Waldschlösschen Verlag, pdf S. 17–32
- Professionalisierung und Professionalität genderreflexiv begreifen – Pädagogische Zugänge einer vergeschlechtlichten Profession Sozialer Arbeit aus machtkritischer Perspektive. in: Cornel Heinz, Gahleitner Silke, Voelter Bettina, Voss Stephan (Hrsg.): Professionsverständnisse der Sozialen Arbeit. Beltz Juventa, Weinheim/Basel 2020, ISBN 978-3-7799-5608-2 S. 80–90.
- Perspektiven einer postheteronormativen Pädagogik. in:  Sex positiv! Mädchen*, junge Frauen* und Sexualität. Schriftenreihe zur Mädchen*arbeit und Mädchen*politik. Bundesarbeitsgemeinschaft Mädchenpolitik (Hrsg.) Nr. 18, 2021 pdf S. 34–43

## Interviews
- Als Kind „ver-queer-t“? Interview zu Gender und Dekonstruktion in Erziehung und pädagogischer Praxis (2005) in Der Standard Interview
- Wenn soziale Realität ins Museum kommt. Vielfältige geschlechtliche und sexuelle Lebensweisen als Thema der Bildungsarbeit. Ein Gespräch von Giesela Hüttinger mit Jutta Hartmann und Tobias Nettke (2017) Interview
- Das Ende der Heteronormativität. Vielfalt von der Vielfalt denken. Jutta Hartmann interviewt von Margit Ehrendörfer, österreichische Wochenzeitung Die Furche 2021 Interview
- Heteronormativität und Beziehungen. Gespräch von Margit Ehrendörfer mit Jutta Hartmann im Podcast „Weiter denken“ der österreichische Wochenzeitung. Die Furche 2021 Interview